# جرس الباب الذكي

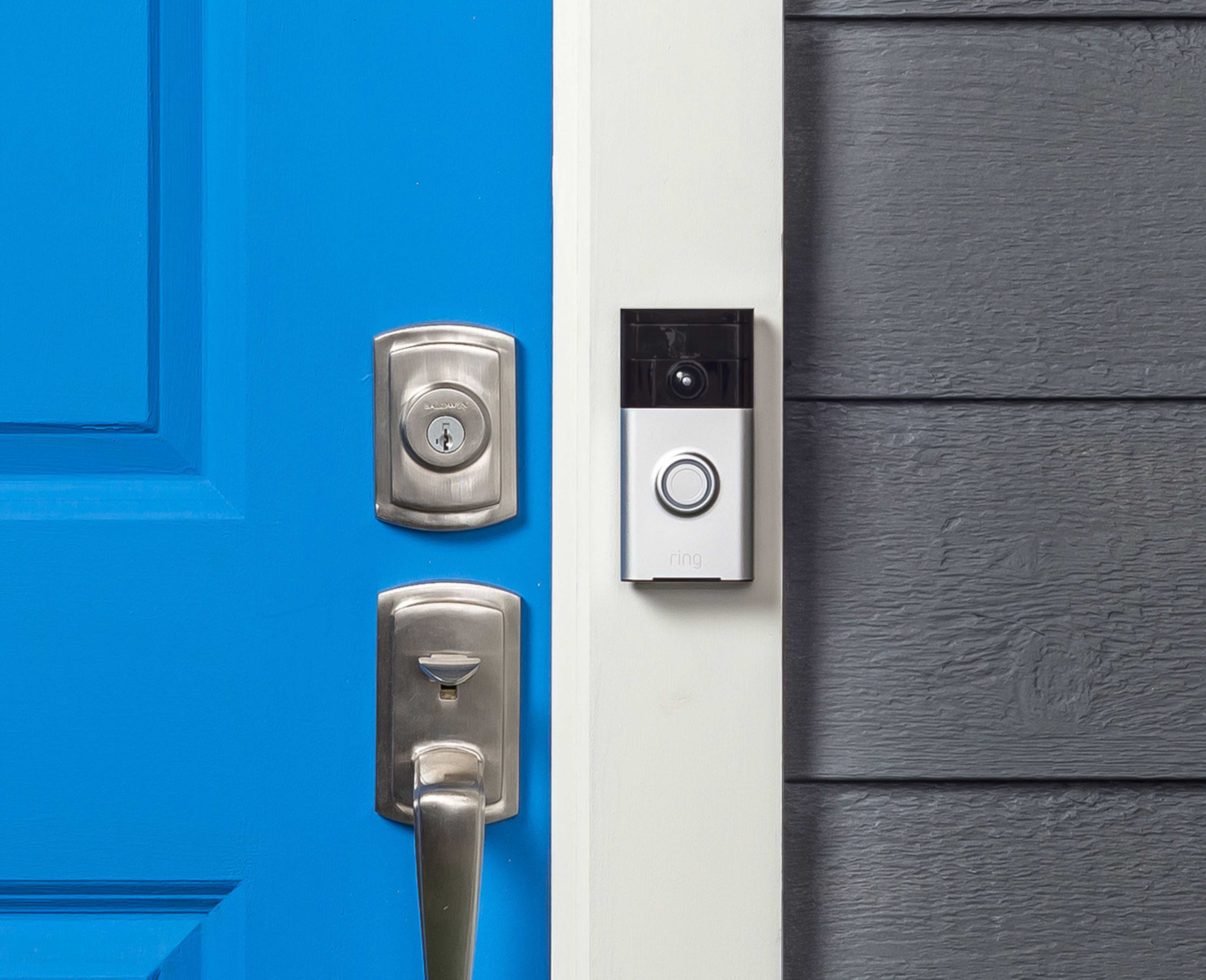
جرس الباب بالفيديو رينغ من الجيل الأول مثبت بجانب الباب الأمامي للمنزل

جرس الباب الذكي (بالإنجليزية: smart doorbell) هو جرس باب متصل بالإنترنت يُعلِِم صاحب المنزل على هاتفه أو أي جهاز آخر عندما يصل زائر إلى الباب. يضغط الزائر على زر الجرس، أو عندما يستشعر الجرس وجود زائر من خلال مستشعر الحركة المدمج. يسمح جرس الباب الذكي لصاحب المنزل باستخدام تطبيق على الهاتف للمشاهدة والتحدث مع الزائر باستخدام كاميرا عالية الدقة وميكروفون في الجرس. يمكن أن تعمل هذه الأجراس بالبطارية أو تكون موصولة بالكهرباء. بعض أجراس الباب الذكية تسمح أيضًا للمستخدم بفتح الباب عن بُعد باستخدام قفل ذكي.

## تاريخ

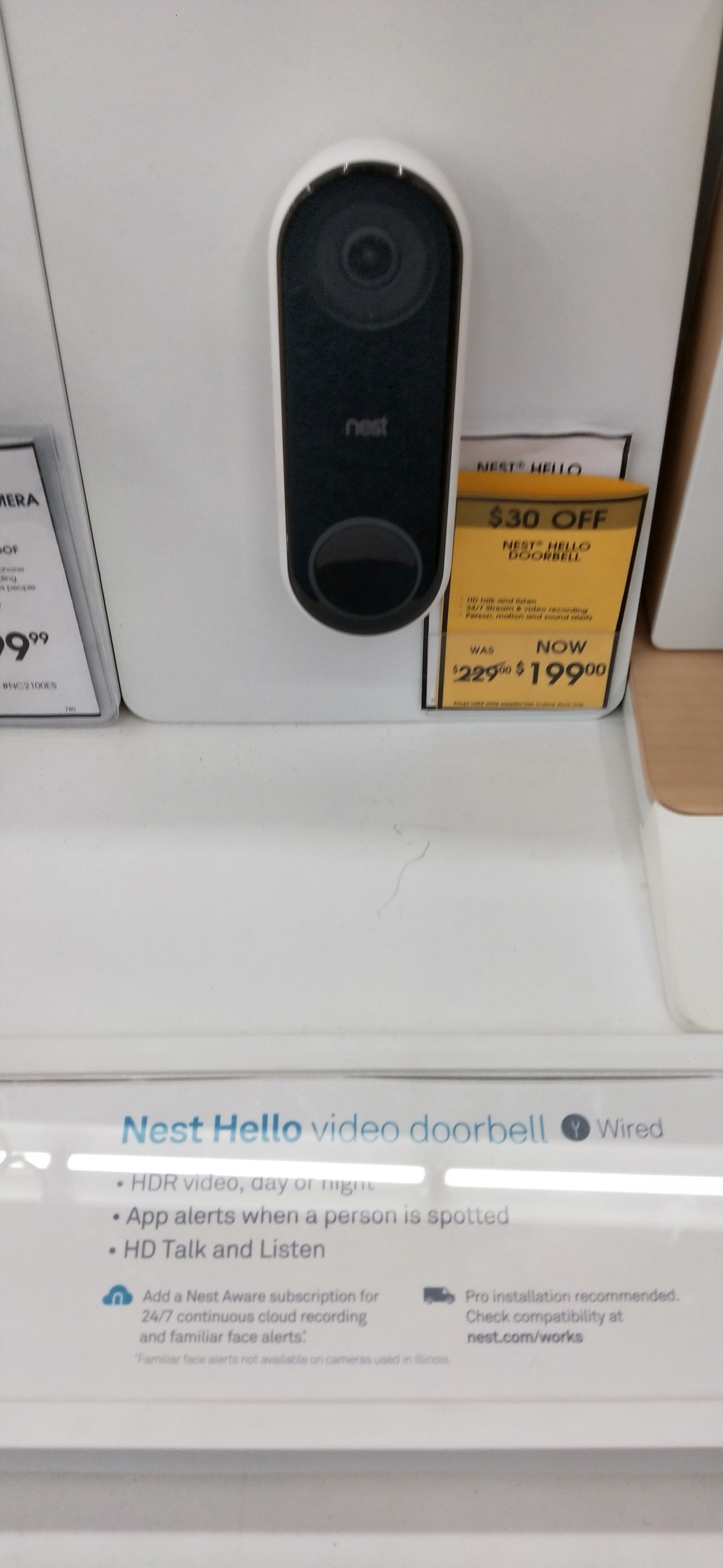
نيست هيلو

أحد أوائل أجراس الأبواب الذكية التي دخلت السوق هو جرس الباب بالفيديو رينغ الذي أنشأه رجل الأعمال جيمي سيمينوف في عام 2013. ومنذ ذلك الحين دخل العديد من أجراس الأبواب الذكية إلى السوق، يحتوي بعضها على ميزات إضافية وفريدة. ومن الأجراس الذكية الرئيسية الأخرى نيست هيلو.

## قضايا الخصوصية
أثيرت مخاوف تتعلق بأمان أجراس الأبواب الذكية فقد قام باحثون من شركة شركاء اختبار الاختراق في المملكة المتحدة بتحليل جرس الباب الذكي رينغ، وتوصلوا إلى أنه يمكن للمهاجمين الوصول إلى شبكة الواي فاي الخاصة بصاحب المنزل من خلال فك البراغي التي تثبت الجهاز والضغط على زر الإعداد والوصول إلى رابط التكوين الخاص بالجهاز. بالإضافة إلى ذلك اكتُشفت ثغرة أمنية أخرى تتعلق بخلل بين قواعد البيانات، مما سمح لبعض مستخدمي جرس الباب الذكي رينغ بمشاهدة لقطات حية من كاميرات منازل أشخاص أخرين.